# وادي احمد (تشارك)
وادي احمد (بالفارسية: وادی احمد) هي قرية تقع في إيران في هرمزغان. يقدر عدد سكانها بـ 57 نسمة .